# Arkanoid (spelserie)
Arkanoid är en enklare typ av arkadspel utvecklat av Taito 1986. Arkanoid är en klon eller enklare version av Segas arkadspel Gigas baserad på Ataris Breakout-spel från 1970-talet. Spelet påminner om Pong där en boll studsas mot spelarens fyrkantiga platta, men istället för att ha en motspelare spelar spelaren mot block som försvinner när de träffas. I Arkanoid är den "fyrkantiga plattan" egentligen rymdskeppet 'Vaus' som med hjälp av olika nedfallande uppgraderingar skall ta sig igenom alla banor.

## Utgåvor
1. Arkanoid (1986)
2. Arkanoid: Revenge of Doh (1987)
3. Arkanoid: Doh it Again (1997, Nintendo Super NES)
4. Arkanoid Returns (1997)
5. Arkanoid DX (2006, Mobilspel)
6. Arkanoid DS (2007)

## Arkanoidkloner
Det har gjorts många kloner på Arkanoid sedan första versionen släpptes. De mest lyckade klonerna är förmodligen Krakout (1987), och Krypton Egg (1989). Gratisspelet Banananoid fick stor uppmärksamhet på IBM PC då det för den tiden var bra grafik i spelet. Amegas (1987) för Amiga är historiskt sett väldigt viktigt då spelmusiken var den första "tracker/MOD"-musiken som någonsin producerats.
Arkanoid är i sig själv en klon av Breakout, så dessa spel kan också kallas för "Breakout-kloner".

### 1987
- Act Out (Amiga)
- Amegas (Amiga)
- Ball Raider (Amiga)
- Batty (Commodore 64, ZX Spectrum, Amstrad CPC)
- Block Buster (Amiga)
- Bouncer (Amiga)
- Impact (Amiga, BBC Micro, Amstrad CPC, Commodore 64, Atari ST, ZX Spectrum, IBM PC)
- Krakout (Commodore 64, ZX Spectrum, Amstrad CPC, MSX)
- Pulsoid (Commodore 64, ZX Spectrum, Amstrad CPC)
- The Breaker (Amstrad CPC, ZX Spectrum)

### 1988
- Addicta Ball (MSX, Amiga, Commodore 64, Atari ST, ZX Spectrum)
- Ball-Blasta (Commodore 64)
- Ball Raider II (Amiga)
- Crack (Amiga)
- Crillion (Commodore 64)
- Crystal Hammer (Amiga)
- Giganoid (Amiga)
- Hallax (Commodore 64)
- Meganoid (Amiga)
- Ricochet (Amstrad CPC, Commodore 64, ZX Spectrum)
- Traz (Commodore 64, ZX Spectrum)
- Virus: The Breakout Error (Commodore 64)

### 1989 och senare
- Alleyway (1989, Game Boy)
- Aquanoid (1992, IBM PC, shareware)
- Bananoid (1989, IBM PC, freeware)
- Crack-Up (1989, Amstrad CPC, Atari 800, BBC Micro, Commodore 64, ZX Spectrum)
- Crasher (1991, Commodore 64)
- DX-Ball (1996, IBM PC, shareware)
- DX-Ball 2 (1998, IBM PC, shareware)
- Electranoid (1994, IBM PC)
- Exploding Wall (1989, Amstrad CPC, Commodore 64, ZX Spectrum)
- Krypton Egg (1989, Amiga, Atari ST, IBM PC)
- Mega Ball (1995, Amiga)
- Plexnoid (1992, Commodore 64)
- Ricochet: Lost Worlds (2004, IBM PC, shareware)
- Ricochet Xtreme (2001, IBM PC, shareware)
- Ball Attack (2002, IBM PC, shareware)
- Snoball in Hell (1989, Amstrad CPC, Commodore 64, ZX Spectrum)
- Super DX-Ball (2004, IBM PC, shareware)
- Titan (1989, Amstrad CPC, Commodore 64, IBM PC, ZX Spectrum)
- The Brick (1989, Amstrad CPC, ZX Spectrum)
- Krakout by 'WE' Group (2002, Windows, Pocket PC, shareware)
- Arkanoid: Space Ball by 'WE' Group (2006, Windows, Linux, Mac OS X, shareware)
- Arkaball by Jason Oakley (2000, Laser 200/VZ-200) [5]
- Spongebob's Bubble Pop by Jakks Pacific (2003, Plug and Play)
- Bounce and Break by Valu Soft (2004, PC)

### Spel som är inspirerade av Arkanoid
Några speldesigners gjorde sitt bästa för att hitta på något nytt i spelet istället för att kopiera det rätt av. Ett exempel är Light Corridor (1990) som gjorde en 3D-version av Arkanoid.
- 3-D Breakout (1988, Commodore 64)
- Ball Breaker and Ball Breaker 2 (1987/88, Amstrad CPC, ZX Spectrum)
- Bank Buster (1988, Amiga, Atari ST)
- Beat Ball and Beat Ball 2 (IBM PC)
- Beyond the Black Hole (1990, Commodore 64)
- Block Breaker by Gameloft (2005, various cellphones)
- Botics (1990, Amiga, Atari ST)
- Bunny Bricks (1992, Amiga, Amstrad CPC, Atari ST)
- Escape from Tharkan (1990, Amiga)
- FizzBall (2006, Windows, Linux MacOSX)
- Hot Shot (1989, Amiga, Amstrad CPC, Commodore 64, Atari ST, IBM PC, ZX Spectrum)
- Invadazoid (2005, PC)
- Jinx (1988, Amiga, Commodore 64, Atari ST)
- Light Corridor (1990, Amiga, Amstrad CPC, Atari ST, ZX Spectrum)
- Lords of War (1989, Amiga)
- Thunder & Lightning (1990, NES)
- Vortex (2006, Apple iPod)